# Ashnikko
Ashton Nicole Casey (Oak Ridge, 19 de fevereiro de 1996), conhecida profissionalmente como Ashnikko, é uma cantora, compositora e rapper norte-americana.

## Biografia
Ashton Nicole Casey nasceu em Oak Ridge, em 19 de Fevereiro de 1996. Ela cresceu na cidade de Greensboro. Os pais dela mostraram-na música country, porém foi aos 10 anos, quando ouviu Arular, de M.I.A., que se apaixonou pelo rap. Quando tinha 16 anos, se mudou para Estónia devido os estudos do seu pai e aos 18, foi para Londres, por conta própria. Atualmente, ela está em um relacionamento com Arlo Parks desde 2021.
Em Julho de 2016, lançou a primeira música, Krokodile, no SoundCloud, produzida por Raf Riley. Mais tarde, em 2017, pela Digital Picnic Records, lançou seu EP de estreia, Sass Pancakes, produzido por Raf Riley e com participação especial de Avelino.
Em 2018, lançou o single Nice Girl, que faria parte do seu segundo EP, lançado em Novembro do mesmo ano, Unlikeable, que contava com os singles Blow, o antes mencionado, Nice Girl, Invitation, com participação especial de Kodie Shane e No Brainer. Ainda em 2018, lançou Halloweenie, uma música para comemorar o Halloween.
Ash, em 2019, lançou seu terceiro EP, Hi, It’s Me, no qual a levaria para o estrelato. A música STUPID, parceria com Yung Baby Tate, se tornou um viral no TikTok e apareceu no Top 50 viral do Spotify. Ainda nesse ano, lançou Halloweenie II: Pumpkin Spice, sucessora de Halloweenie. No ano de 2019, Ashnikko teve uma das suas maiores conquistas.
Em 2020, ela iria abrir shows da Hot Pink Tour, de Doja Cat, mas cancelada devido a Pandemia de COVID-19. Começou o ano com o single Tantrum. Em 17 de Junho de 2020, lançou, em parceria com Grimes, a música Cry. Menos de um mês depois, em 10 de Julho, lançou a música Daisy, na qual já havia performado antes em alguns shows. A música superou STUPID, também de tornando um viral no TikTok.
Em 25 de Agosto de 2020, postou uma série de vídeos no YouTube, terminada no dia 28, para anunciar sua Mixtape de estreia, Demidevil, que contaria com Daisy e Cry na tracklist. Em Outubro, lançou Halloweenie III: Seven Days, mais uma vez, dando continuidade à Halloweenie.

Em 2023, a cantora anuncia seu álbum "WEEDKILLER", com os singles: Worms, WEEDKILLER e You Make Me Sick!

## Vida pessoal
Ashnikko é pansexual de gênero fluido e usa tanto pronomes femininos quanto they singular.